# Gymnopleurus humeralis
Gymnopleurus humeralis är en skalbaggsart som beskrevs av Johann Christoph Friedrich Klug 1855. Gymnopleurus humeralis ingår i släktet Gymnopleurus och familjen bladhorningar. Inga underarter finns listade i Catalogue of Life.